# 周卿 (正德進士)
周卿（1468年—16世紀），湖廣永州府道州人江華縣民籍，明朝政治人物。

## 生平
周卿個性聰穎機警，少有文名，擅長草書和詩文，弘治五年（1492年）中壬子科湖广乡试第九名舉人，到正德三年（1508年）成戊辰科進士，会试第一百四十五名，二甲八十九名，時年四十一岁，獲授吏部主事，拒絕他人請託，風節聞名北京，後陞任吏部郎中，十四年（1519年）時為南京監察御史。

## 家族
曾祖周志宽。祖周瑜，承事郎。父周怡，知县。母黄氏。重庆下，弟邦、印、鄭、郡、邵。